# Aniuska Rosa Licea González
Aniuska Rosa Licea González fue una política y fiscal cubana. 
Comenzó su laborar como Fiscal municipal en Las Tunas, hasta que fue promovida a Fiscal jefa del Control de la Legalidad en los Establecimientos Penitenciarios en la Fiscalía provincial en Granma. En esa misma instancia se desempeñó como especialista del departamento de Protección de los Derechos Ciudadanos y jefa del departamento de Cuadros. En 2003 se le designó a la Jefatura de la Fiscalía Provincial. Fue delegada municipal del Poder Popular por 2 mandatos. Es diputada a la Asamblea Nacional del Poder Popular de Cuba en la V, VI y VII. 